# I giorni dell'ira (album)
I giorni dell'ira è un album dei Diaframma pubblicato il 28 ottobre 2002 dalla Diaframma Records.

## Tracce
1. Il disprezzo – 2:57
2. I giorni dell'ira – 3:07
3. Sua maestà – 3:25
4. Il disco dei Replacements – 2:53
5. Nella Firenze degli anni '80 – 3:55
6. Signore che pulisci il mare – 4:06
7. Andiamo insieme a donare il sangue – 2:05
8. Per il tuo buco del culo – 2:19
9. Continuità – 3:34
10. Vieni tesoro – 2:53
11. Favole al sole – 2:35
12. Sempre più caro m'è il dubbio – 3:31

## Curiosità
Circola fra gli appassionati un bootleg intitolato I demos dell'ira che contiene i provini dei brani inclusi nell'album ad eccezione della traccia numero 12, inserita nella scaletta del disco all'ultimo minuto al posto del brano Un magnifico tramonto, adattamento italiano della canzone Carried away dei Television.

## Formazione
- Federico Fiumani - voce, chitarra
- Edoardo Daidone - chitarra
- Riccardo Biliotti - basso
- Alessandro Gerbi - batteria